# Lesbická utopie

Lesbický symbol, který je tvořen dvěma astronomickými symboly Venuše. V dávných časech byla měď kvůli své optické podobnosti spojována s bohyní Venuší. Starodávný alchymický symbol pro měď, kruh (pro hmotu) nad křížem (pro duši), se pak stal symbolem pro tuto bohyni i pro planetu Venuše. Později se tento symbol začal v biologii a populární kultuře používat jako symbol ženy. Na tomto obrázku je zdvojený a propletený v symbolické barvě lila, jakožto symbol pro lesby.

Lesbická utopie je koncept společnosti tvořené pouze ženami, které nejsou závislé na mužích.
Takovéto pojetí společnosti lze nalézt v řecké mytologii, v legendách o Amazonkách, národu ženských bojovnic. Podle legendy však Amazonky jednou za rok navštíví Gargareány, aby se s nimi pomilovaly.

## Reprodukce
K lidské reprodukci, stejně tak jako u jiných živočišných druhů, je zapotřebí ženské vajíčko, mužská spermie a děloha ženy, jakožto vhodné prostředí s dostatečnými zdroji živin, ve kterém se embryo může vyvinout v plod a růst až do okamžiku porodu.
Je známo, že vědci vytvořili mládě myši od dvou myších samic. Proto existuje téze, že další výzkumy tohoto nebo podobného postupu mohou v budoucnu dovolit dvěma ženám být genetickými rodiči jednoho dítěte. Vědci údajně objevili metodu, jak oplodnit lidské vajíčko za pomoci genetického materiálu, z jakékoliv lidské buňky. To by mohlo případně umožnit dvěma nebo více ženám otěhotnět a porodit dítě bez mužského podílu.
Zatím ovšem není dokázáno, že by mohla být tato biotechnologie použita i u člověka, bez ohledu na etické problémy, které by při tom mohly vyvstat.